# Československá hokejová reprezentace v sezóně 1949/1950
Československá hokejová reprezentace v sezóně 1949/1950 sehrála celkem 2 zápasy.

## Přehled mezistátních zápasů
| Datum | Datum             | Soupeř  | Výsledek            | Soutěž    | Místo utkání |
| ----- | ----------------- | ------- | ------------------- | --------- | ------------ |
| 202.  | 9. prosince 1949  | Švédsko | 5:3 (1:0, 1:2, 3:1) | přátelsky | Stockholm    |
| 203.  | 11. prosince 1949 | Švédsko | 0:5 (0:1, 0:2, 0:2) | přátelsky | Stockholm    |

## Bilance sezóny 1949/50
| Soupeř  | Zápasy | Výhry | Remízy | Prohry | Skóre |
| ------- | ------ | ----- | ------ | ------ | ----- |
| Švédsko | 2      | 1     | 0      | 1      | 5:8   |
| Celkem  | 2      | 1     | 0      | 1      | 5:8   |

## Další zápasy reprezentace
| Datum          | Soupeř           | Výsledek            | Soutěž    | Místo utkání |
| 10. ledna 1950 | Harringay Racers | 5:7 (4:2, 0:4, 1:1) | přátelsky | Kladno       |
| 18. ledna 1950 | Harringay Racers | 2:3 (2:1, 0:1, 0:1) | přátelsky | Praha        |
| 6. února 1950  | Matteus Pojkarna | 9:1 (4:0, 3:1, 2:0) | přátelsky | Praha        |
| 4. března 1950 | Morava           | 7:7 (3:2, 0:2, 4:3) | přátelsky | Praha        |

## Přátelské mezistátní zápasy
Československo –  Švédsko 5:3 (1:0, 1:2, 3:1)
9. prosince 1949 – Stockholm

Branky a nahrávky Československa: 9. Přemysl Hainý (Vlastimil Bubník), 20. Stanislav Konopásek, 48. Josef Trousílek, 54. Václav Roziňák (Stanislav Konopásek), 55. Josef Štock (Jiří Macelis).

Branky a nahrávky Švédska: 24. Gösta Johansson, 29. Holger Nurmela (Rune Johansson), 58. Gösta Johansson.

Rozhodčí: Kurt Hauser (SUI), Gosta Ahlin (SWE)

Vyloučení:: 2:2 (využití 0:1)   
ČSR: Josef Jirka – Josef Trousílek, Jiří Macelis, Přemysl Hainý, Oldřich Němec – Václav Roziňák, Vladimír Zábrodský, Stanislav Konopásek – Vladimír Kobranov, Augustin Bubník, Josef Štock – Vladimír Bouzek, Čeněk Pícha.
Švédsko: Lars Svensson – Sven Thunman, Ake Andersson, Rune Johansson – Bengt Larsson, Gösta Johansson, Hans Öberg – Göte Blomqvist, Stig Carlsson, Erik Johansson – Sigvard Eriksson, Holger Nurmela, Rolf Pettersson – Rolf Eriksson-Hemlin.
 Československo –  Švédsko 0:5 (0:1, 0:2, 0:2)
11. prosince 1949 – Stockholm

Branky Švédska: 16. Rolf Pettersson, 30. Stig Carlsson, 19. Erik Johansson, 53. Stig Carlsson, 59. Rolf Pettersson

Rozhodčí: Kurt Hauser (SUI), Gosta Ahlin (SWE)

Vyloučení:: 3:5 (využití 0:0)   
ČSR: Bohumil Modrý – Josef Trousílek, Jiří Macelis, Přemysl Hainý, Oldřich Němec – Václav Roziňák, Vladimír Zábrodský, Stanislav Konopásek – Vladimír Kobranov, Augustin Bubník, Josef Štock – Vladimír Bouzek, Čeněk Pícha.
Švédsko: Lars Svensson – Sven Thunman, Ake Andersson, Nils Bauer, Rune Johansson – Rolf Pettersson, Gösta Johansson, Holger Nurmela – Hans Öberg, Stig Carlsson, Erik Johansson – Rolf Eriksson-Hemlin.

## Další zápasy reprezentace
Československo (ČOS) –  Harringay Racers 5:7 (4:2, 0:4, 1:1)
10. ledna 1950 – Kladno

Branky Československa: 1:1 6. Václav Roziňák, 2:1 6. Stanislav Konopásek, 3:2 Vladimír Zábrodský, 4:2 Vladimír Zábrodský, 5:7 60. Václav Roziňák.

Branky Harringay Racers: 0:1 4. Tom Kennedy, 2:2 9. Keith Campbell, 3:4 Elwyn Cook, 4:4 Pat Coburn, 4:5 Edgar Blondin, 4:6 Ricky Ricard, 4:7 Pete Payette.

Rozhodčí: Jan Krásl (TCH), Gustav Josek (TCH)
ČSR: Bohumil Modrý (Josef Jirka) – Josef Trousílek, Oldřich Němec, Miloslav Ošmera, Jiří Macelis, Přemysl Hainý - Václav Roziňák, Vladimír Zábrodský, Stanislav Konopásek – Vladimír Kobranov, Vladimír Bouzek, Augustin Bubník - Čeněk Pícha, Miroslav Rejman.
Harringay Racers: Lorne Lussier - Keith Campbell, Danny Linton, Milt Swindlehurst, Pat Coburn - Pete Payette, Joe Shack, Bill Glennie - Tom Kennedy, Ricky Ricard, Elwyn Cook - Edgar Blondin, George Tamblyn, Alfred Menchini.
 Československo (ČOS) –  Harringay Racers 2:3 (2:1, 0:1, 0:1)
18. ledna 1950 – Praha

Branky Československa: 1:1 15. Stanislav Konopásek, 2:1 16. Augustin Bubník.

Branky Harringay Racers: 0:1 9. Tom Kennedy, 2:2 22. Bill Glennie, 2:3 51. Ricky Ricard.          

Rozhodčí: Ladislav Tencza (TCH), Jaroslav Dvorský (TCH)
ČSR: Josef Jirka – Miloslav Ošmera, Jiří Macelis, Přemysl Hainý, Antonín Španinger - Václav Roziňák, Vladimír Zábrodský, Stanislav Konopásek - Vladimír Kobranov, Augustin Bubník, Čeněk Pícha - Miroslav Rejman, Vladimír Bouzek, Miloslav Blažek.
Harringay Racers: Lorne Lussier - Keith Campbell, Danny Linton, Milt Swindlehurst, Pat Coburn - Pete Payette, Joe Shack, Bill Glennie - Tom Kennedy, Ricky Ricard, Elwyn Cook - Edgar Blondin, George Tamblyn, Alfred Menchini.
 Československo (ČOS) –  Matteus Pojkarna 9:1 (4:0, 3:1, 2:0)
6. února 1950 – Praha

Branky Československa: 2x Augustin Bubník, 2x Stanislav Konopásek, Vladimír Zábrodský, Václav Roziňák, Vladimír Bouzek, Miloslav Blažek, Vlastimil Bubník.

Branka Matteus Pojkarna: Bengt Synnerholm.

Rozhodčí: Ulrich (TCH), Banseth (TCH)
ČSR: Josef Jirka (Zlatko Červený) – Vladimír Kobranov, Augustin Bubník, Jiří Macelis, Josef Trousílek - Václav Roziňák, Vladimír Zábrodský, Stanislav Konopásek - Václav Bubník, Vladimír Bouzek, Miloslav Blažek - Vlastimil Bubník, František Mizera, Čeněk Pícha.
Matteus Pojkarna: Lars Svensson - Rune Wennerlund, Arne Strömberg, Blackmann - Lennart Carsbrink, Lundstroem, Gösta Lindblad - Torsten Pettersson, Bengt Synnerholm, Sten-Ola Norberg - Kenneth Johansson.
 Československo (ČOS) –  Morava 7:7 (3:2, 0:2, 4:3)
4. března 1950 – Praha

Branky Československa: 2x Vladimír Kobranov, 2x Vladimír Zábrodský, Přemysl Hainý, Miloslav Blažek, Stanislav Konopásek.

Branky Moravy: 3x Václav Bubník, 2x Vladimír Bouzek, 2x Jiří Anton.

Rozhodčí: Ullrich (TCH), Soukup (TCH)
ČSR: Zlatko Červený – Vladimír Kobranov, Augustin Bubník, Přemysl Hainý, Antonín Španinger, Jiří Macelis, Josef Trousílek - Václav Roziňák, Vladimír Zábrodský, Stanislav Konopásek - Miroslav Rejman, František Mizera, Čeněk Pícha - Vlastimil Bubník, Miloslav Blažek, Miloslav Charouzd.
Morava: Omasta - Zdeněk Harnach, Jiří Anton, Sedlák, Kristián Cee - Bezděk, Ladislav Štemprok, Milan Vidlák - Václav Bubník, Vladimír Bouzek, Josef Stock. 